# Haroldo de Campos
Haroldo de Campos (São Paulo, 19 d'agost de 1929 — 16 d'agost de 2003) va ser un poeta, traductor i assagista brasiler.
Juntament amb el seu germà Augusto de Campos i Décio Pignatari, va fundar el grup Noigandres i el moviment de poesia concreta al Brasil (1956-53). Va ser guardonat amb el premi Octavio Paz de poesia i assaig (1999), entre d'altres.

## Obres

### Poesia
- O auto poessesso (1950)
- Servidão de passagem (1962)
- Xadrez de estrelas (1976)
- Galaxias (1984)
- A máquina do mundo repensada (2001)

### Assaig
- Teoria da poesia concreta (amb Augusto de Campos i Décio Pignatari) (1965)
- Metalinguagem (1967)
- A arte no horizonte do provável (1969)
- A operaçao do texto (1976)
- Ruptura dos gêneros na literatura latino-americana (1977).